# Mattias Andersson (pallamanista)
Erik Mattias Andersson (29 marzo 1978) è un ex pallamanista svedese.
È preparatore dei portieri nella squadra tedesca del THW Kiel.

## Palmarès

### Olimpiadi
- 2 medaglie:
  - 2 argenti (Sydney 2000; Londra 2012)

### Europei
- 1 medaglia:
  - 1 oro (Croazia 2000)